# Lego

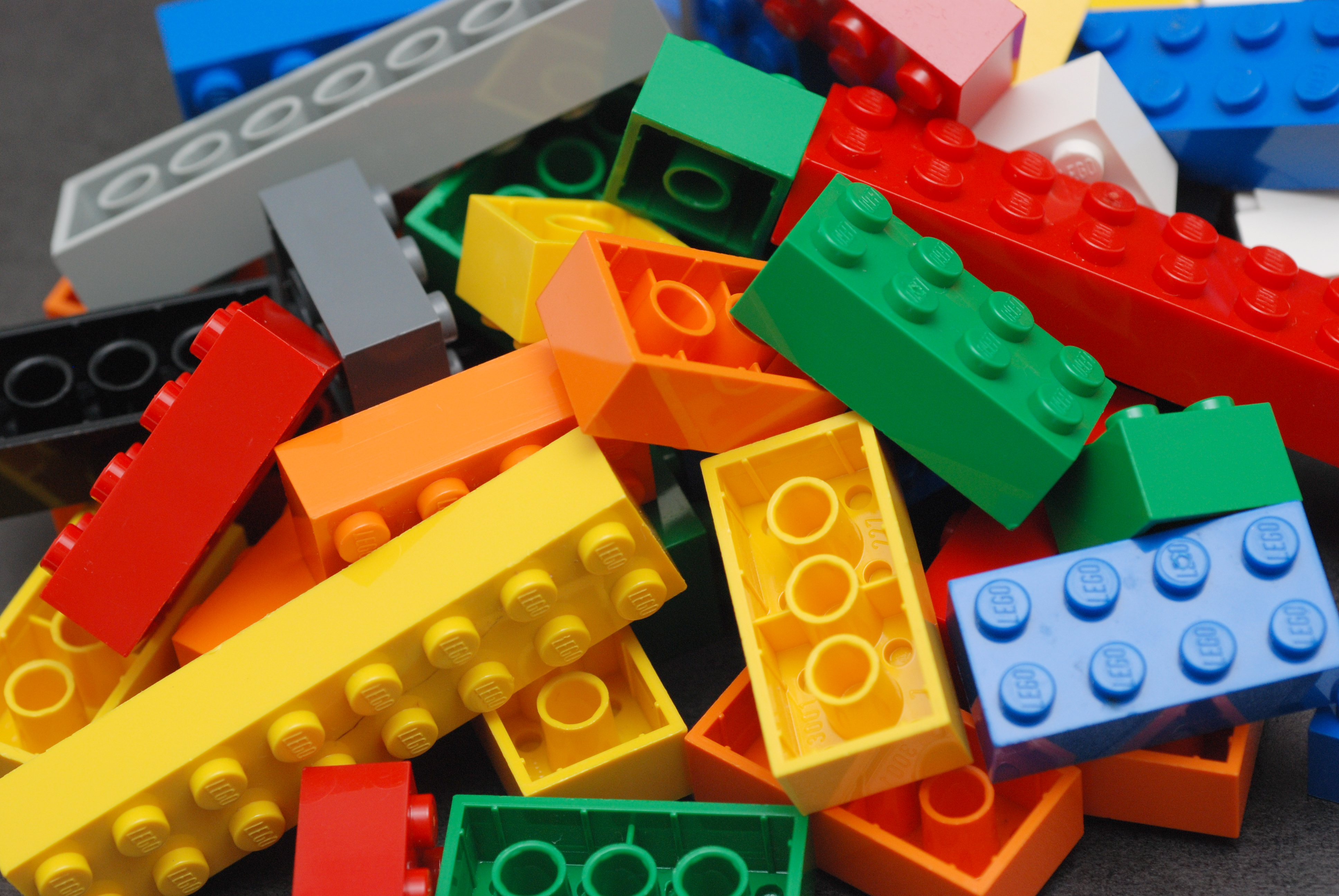
Những viên gạch Lego

Lego bricks (tiếng Đan Mạch: [ˈleːɡo]; đọc cách điệu là LEGO Bricks) là một dòng sản phẩm đồ chơi lắp ráp thuộc Tập đoàn Lego có trụ sở tại Billund, Đan Mạch. Cái tên "Lego" là viết tắt hai chữ cái đầu của hai từ leg godt, có nghĩa là "chơi hay".
Sản phẩm chủ lực của công ty, Lego, bao gồm các viên gạch nhiều màu sắc được lắp ráp với nhau đi kèm với một loạt các răng ăn khớp hình tròn, các nhân vật tí hon được gọi là minifigure, và nhiều bộ phận khác. Những miếng ghép Lego có thể được lắp ráp và kết nối theo nhiều cách khác nhau để xây dựng nên nhiều đồ vật như: xe cộ, các tòa nhà cao tầng và con người - có thể hoạt động,.... Bất cứ thứ gì đều có thể tháo rời sau khi đã lắp ráp, và các mảnh ghép sẽ được dùng để tạo ra những đồ vật khác.
Tập đoàn Lego bắt đầu sản xuất những viên gạch đồ chơi có thể lắp ráp được với nhau vào năm 1949. Kể từ đó, tiểu văn hóa Lego toàn cầu đã phát triển. Việc hỗ trợ phát triển cho các bộ phim, các trò chơi, các cuộc thi và sáu công viên giải trí Legoland đều được thực hiện dưới tên hãng này. Tính đến tháng 7 năm 2015, 600 tỷ bộ phận Lego đã được sản xuất.
Vào tháng 2 năm 2015, Lego đã thay thế Ferrari trong danh hiệu "nhãn hiệu quyền lực nhất thế giới" của Brand Finance.

## Lịch sử

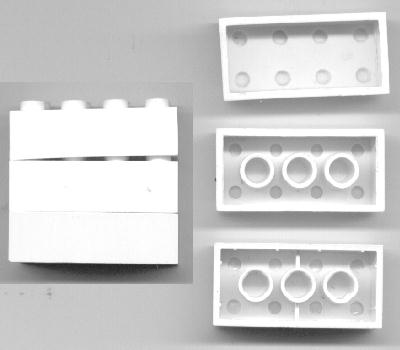
Các viên gạch Lego, trong các giai đoạn phát triển sản phẩm khác nhau, được lắp ghép lại với nhau (trái) và tháo rời (phải). Viên gạch cũ nhất được đặt ở trên cùng.

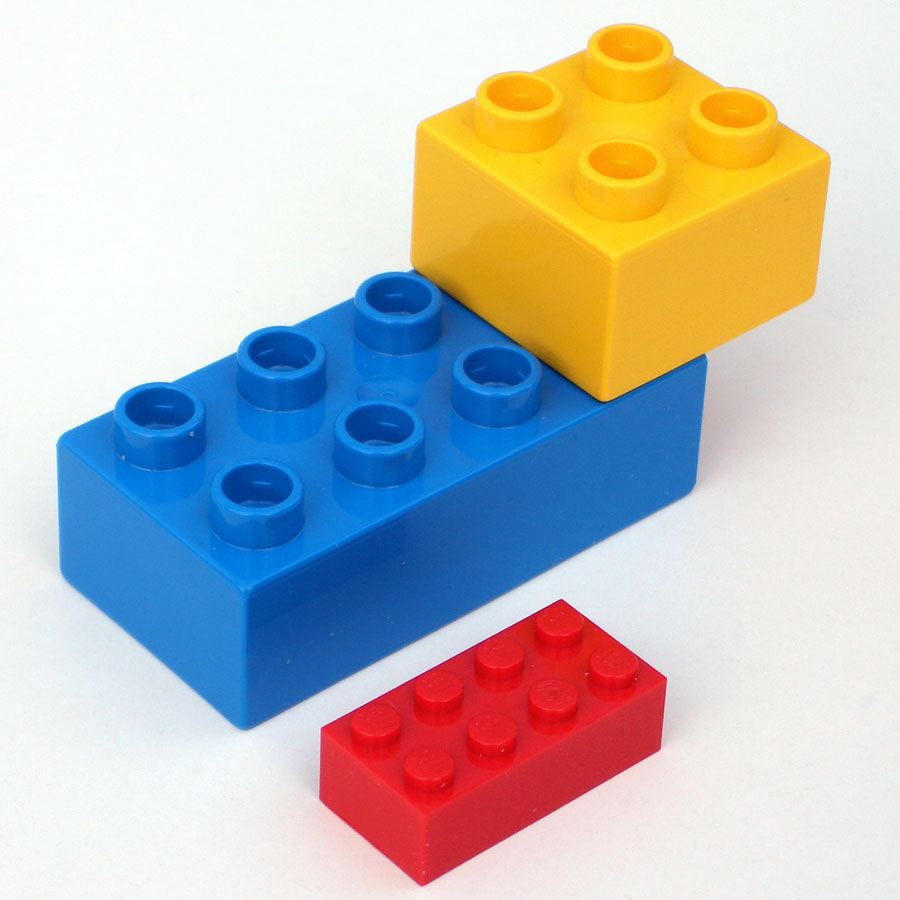
Hai viên gạch Lego Duplo so sánh với một viên gạch Lego tiêu chuẩn

Tập đoàn Lego ra đời trong phân xưởng của Ole Kirk Christiansen (1891–1958), vốn là một thợ mộc đến từ Billund, Đan Mạch, bắt đầu làm các đồ chơi bằng gỗ từ năm 1932. Vào năm 1934, công ty của ông có tên gọi là "Lego", bắt nguồn từ một cụm từ tiếng Đan Mạch leg godt, có nghĩa là "chơi hay". Vào năm 1947, Lego mở rộng sang việc sản xuất đồ chơi bằng nhựa. Từ năm 1949, Lego bắt đầu tạo ra, nằm trong số các sản phẩm mới khác, một phiên bản cũ của những viên gạch lắp ráp được quen thuộc ngày nay, gọi là "những viên gạch liên kết tự động" (Automatic Binding Bricks). Những viên gạch này lấy cảm hứng một phần vào "gạch tự khóa" (Self-Locking Bricks) của hãng đồ chơi Kiddicraft, thứ đã được cấp bằng sáng chế ở Anh vào năm 1939 và được tung ra thị trường vào năm 1947. Lego đã sửa đổi thiết kế của Kiddicraft sau khi nghiên cứu một vật mẫu của viên gạch họ nhận được từ một nhà cung cấp máy ép nhựa mà Lego đã mua. Ban đầu, các viên gạch được làm từ xenlulozơ axetet, được sáng tạo từ các khối gỗ xếp lớp truyền thống thời đó.
Khẩu hiệu của Tập đoàn Lego là det bedste er ikke for godt, có nghĩa đại khái là "chỉ có tốt nhất là tốt nhất" (nghĩa đen là "cái tốt nhất không bao giờ quá tốt"). Khẩu hiệu được sử dụng đến tận ngày nay, được tạo nên bởi Ole Kirk để khuyến khích nhân viên của ông không bao giờ được bỏ qua chất lượng, điều mà ông luôn tin tưởng mạnh mẽ. Đồ chơi làm bằng nhựa đã chiếm một nửa sản lượng của Tập đoàn Lego vào năm 1951, mặc dù tạp chí về thương mại của Đan Mạch Legetøjs-Tidende ("Đồ chơi-Thời thế"), đã tham quan nhà máy Lego ở Billund vào đầu những năm 1950, cảm thấy rằng nhựa sẽ không bao giờ có khả năng thay thế đồ chơi bằng gỗ truyền thống. Mặc dù nhận được những tình cảm chung, đồ chơi Lego dường như đã trở thành một điều ngoại lệ đáng kể đối với sự không thích chất liệu nhựa trong các đồ chơi trẻ em, một phần là do các tiêu chuẩn cao do Ole Kirk đã đặt ra.
Năm 1954, con trai của Christiansen, Godtfred, đã trở thành giám đốc điều hành của Tập đoàn Lego. Chính cuộc trò chuyện của ông với một người mua đồ chơi từ nước ngoài đã gợi cho ông một ý tưởng về một hệ thống đồ chơi. Godtfred đã nhận thấy được tiềm năng to lớn của những viên gạch Lego là sẽ trở thành một hệ thống đồ chơi sáng tạo, nhưng chúng vẫn còn một số vấn đề kỹ thuật: khả năng tháo lắp của chúng còn giới hạn và chúng không có nhiều tác dụng là mấy. Năm 1958, thiết kế của viên gạch hiện đại ngày nay được phát triển. Người ta đã tốn mất năm năm để có thể tìm ra vật liệu phù hợp cho nó, polymer ABS (tức acrylonitrin butadien styren). Thiết kế hiện đại của gạch Lego được cấp bằng sáng chế vào ngày 28 tháng 1 năm 1958.

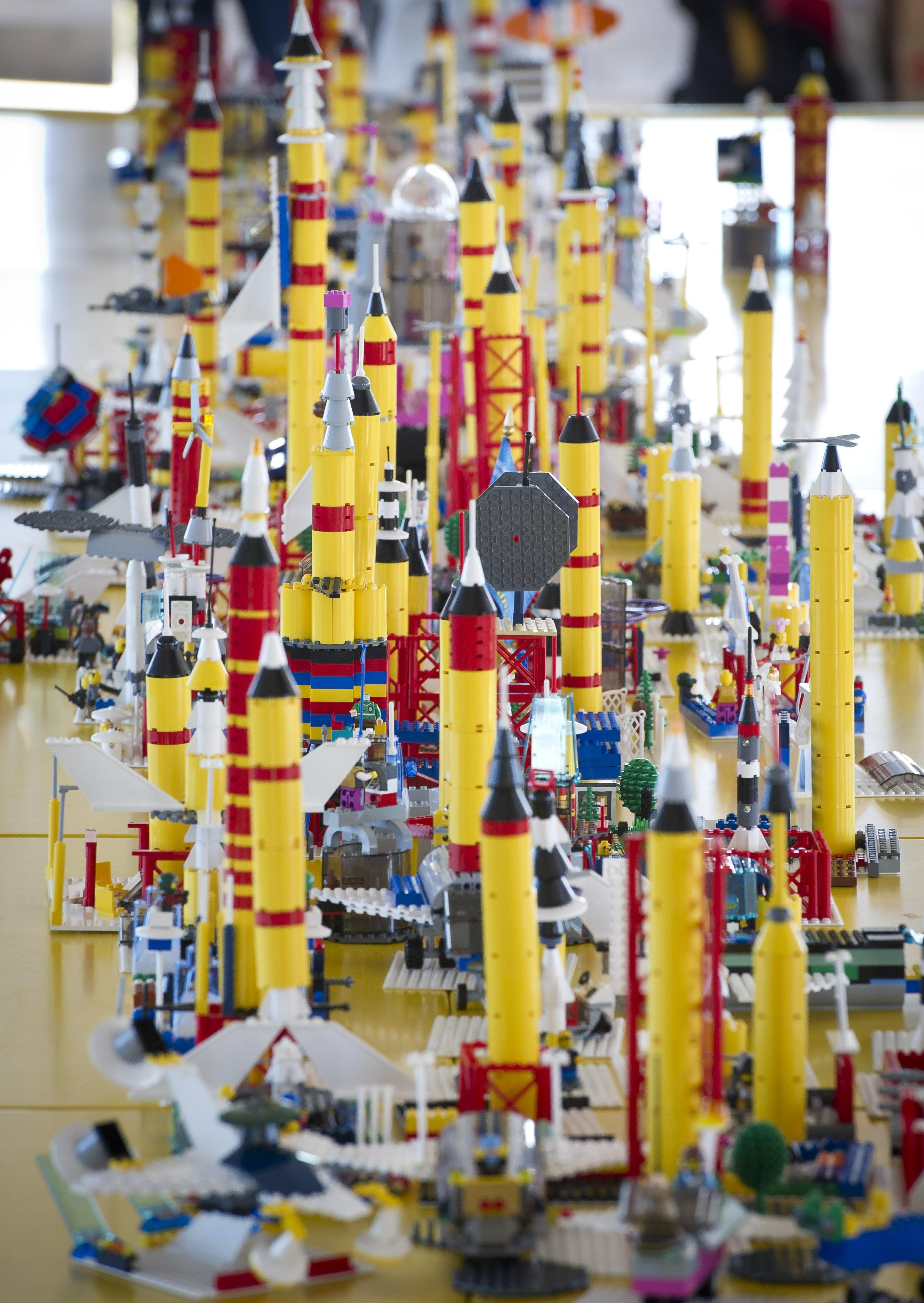
Công trình Lego ở Trung tâm Vũ trụ Kennedy của NASA

Dòng sản phẩm Duplo của Tập đoàn Lego lần đầu tiên được giới thiệu vào năm 1969 và là một loại các khối hình đơn giản có chiều dài gấp đôi chiều rộng, chiều cao và chiều sâu của những khối Lego tiêu chuẩn. Dòng đồ chơi này nhắm vào đối tượng là trẻ em. Tuy kích thước khác nhau, nhưng các khối Lego Duplo và các khối Lego tiêu chuẩn vẫn có thể ăn khớp với nhau.
Năm 1978, Lego sản xuất ra những nhân vật tí hon (minifigure) đầu tiên, từ đó trở thành một phần không thể thiếu trong hầu hết các bộ đồ chơi.
Tháng 5 năm 2011, chuyến bay sứ mệnh STS-134 của tàu vũ trụ Space Shuttle Endeavour đã mang 13 bộ Lego đến Trạm vũ trụ Quốc tế, nơi mà các phi hành gia chế tạo các mô hình để xem chúng sẽ có phản ứng như thế nào trong điều kiện trọng lực thấp. Chuyến bay này là một phần của chương trình Gạch Lego trong Không gian.
Tháng 5 năm 2013, mô hình lớn nhất được chế tạo từ trước đến nay được trưng bày ở New York và được làm từ 5 triệu khối gạch; là một mô hình có tỷ lệ 1:1 của một chiếc X-wing fighter. Một số kỷ lục khác nữa bao gồm một ngọn tháp cao 112 foot (34 m) và một đường ray tàu hỏa dài 4 km (2,5 mi).
Tháng 2 năm 2015, Lego thay thế Ferrari trở thành "nhãn hiệu quyền lực nhất thế giới."

### Trong nền văn hóa đại chúng
Sự nổi tiếng của Lego được chứng minh qua sự đại diện và cách sử dụng rộng rãi của nó trong nhiều hình thức của công trình văn hóa, bao gồm sách báo, phim ảnh và tác phẩm nghệ thuật. Nó thậm chí còn được sử dụng trong lớp học như một công cụ dạy học. Ở Mỹ, Lego Education North America là một liên doanh giữa tập đoàn Pitsco, Inc. và bộ phận giáo dục của Tập đoàn Lego.
Năm 1998, gạch Lego là một trong những loại đồ chơi được đưa vào Đại lộ Danh vọng Đồ chơi Quốc gia ở Bảo tàng Strong, Rochester, New York.

## Thiết kế

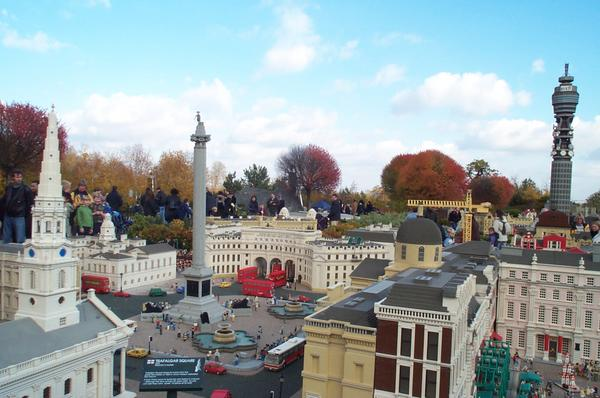
Một mô hình của Quảng trường Trafalgar, London, tại khu công viên giải trí và resort Legoland Windsor

Những viên gạch Lego đủ loại có thể thiết lập nên vạn vật. Mặc dù đã có sự khác biệt về thiết kế và mục đích sử dụng của các viên gạch trong nhiều năm qua, nhưng một viên gạch Lego vẫn mang tính tương hợp bằng một cách nào đó với một viên gạch khác thời trước. Những viên gạch Lego từ năm 1958 vẫn có thể gắn chặt với những viên gạch ở thời điểm hiện tại, và những bộ đồ chơi Lego cho trẻ em cũng có thể tương hợp chắc chắn với những bộ đồ chơi dành cho thiếu niên (tức những viên gạch của hai loại này có thể gắn chặt với nhau). Sáu miếng gạch có kích thước 2 × 4 có thể được kết nối với nhau theo 915.103.765 cách.

Kích thước của một số viên gạch và phiến gạch Lego tiêu chuẩn

Một khối Lego cần phải được sản xuất với một độ chính xác cao. Khi hai khối được gắn vào nhau, chúng phải vừa vặn và dễ tháo rời. Những chiếc máy sản xuất ra gạch Lego có độ dung sai nhỏ hơn hoặc bằng 10 micrômét.

## Chủ đề của các bộ Lego

Một bộ Lego được ra mắt vào năm 2013, "Gold Getaway", dựa trên chủ đề lâu đài của Lego

Kể từ những năm 50 của thế kỷ 19, Tập đoàn Lego đã phát hành hàng nghìn bộ xếp hình với các chủ đề đa dạng, bao gồm vũ trụ, robot, hải tặc, tàu hoả, người Viking, lâu đài, khủng long, thám hiểm dưới đại dương và miền Tây hoang dã. Một số các chủ đề cổ điển vẫn được tiếp tục cho đến ngày nay, bao gồm Lego City (một dòng đồ chơi của Lego mô tả đời sống ở thành phố, được giới thiệu vào năm 1973) và Lego Technic (một dòng đồ chơi mô phỏng các loại máy móc phức tạp, được giới thiệu vào năm 1977).

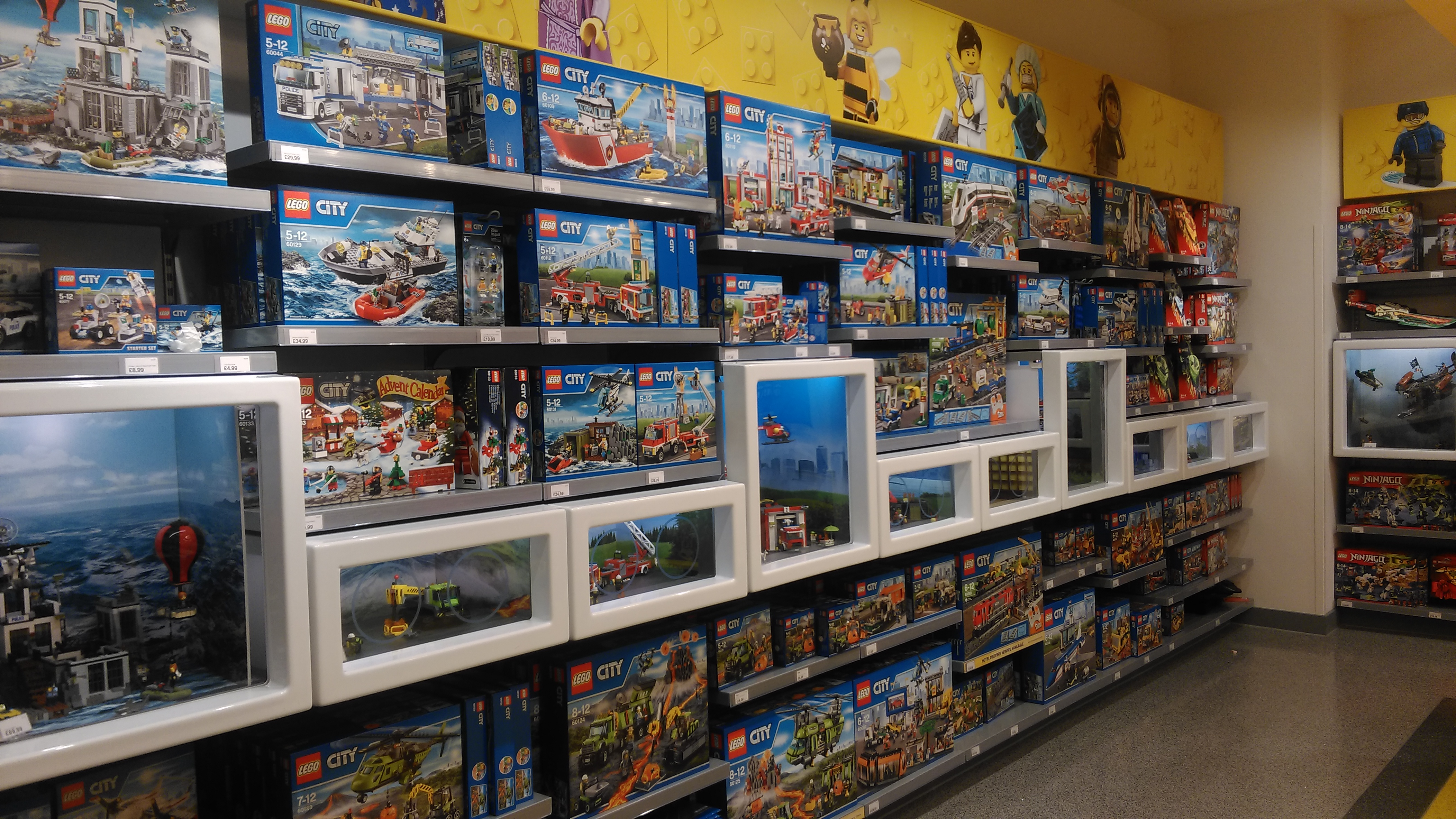
Những bộ Lego City

Trong những năm qua, Lego đã được cấp phép các chủ đề của họ từ các bộ phim hoạt hình và các bộ phim có nhiều phần (franchise) và thậm chí, một vài chủ đề của Lego được lấy từ các trò chơi điện tử: Batman, Indiana Jones, Những tên cướp biển vùng Caribê, Harry Potter, Chiến tranh giữa các vì sao và Minecraft. Dù một vài các chủ đề này, như Lego Star Wars và Lego Indiana Jones, có doanh số bán ra khổng lồ, nhưng Lego vẫn mong muốn sử dụng các nhân vật và chủ đề cổ điển của riêng họ, hơn là dựa vào các chủ đề được cấp phép có liên quan đến điện ảnh.
Nhân dịp Thế vận hội Mùa hè 2012, được tổ chức ở Luân Đôn, Lego đã cho phát hành một loạt Minifigure đặc biệt để kỷ niệm. Nhân dịp Thế vận hội Mùa hè 2016 và Thế vận hội Mùa hè Dành cho Người khuyết tật 2016 (2016 Summer Paralympics) ở Rio de Janeiro, Lego đã cho phát hành một bộ lắp ráp hai linh vật của hai thế vận hội là Vinicius và Tom.
Một trong những bộ Lego lớn nhất từng được sản xuất là một phiên bản có tỷ lệ minifigure của con tàu Millennium Falcon trong phim Chiến tranh giữa những vì sao. Thiết kế bởi Jens Kronvold Fredericksen, bộ đồ chơi được ra mắt vào năm 2007 và bao gồm 5.195 mảnh ghép. Kỷ lục này của bộ đồ chơi sau này bị "soán ngôi" bởi một bộ Lego khác tạo hình ngôi đền Taj Mahal ở Ấn Độ, gồm 5.992 miếng ghép. Một phiên bản Lego của Millennium Falcon được thiết kế lại gần đây đã lấy lại được vị trí dẫn đầu vào năm 2017 với 7.541 miếng.

### Chủ đề robot học
Lego cũng đã bắt đầu sản xuất một dòng đồ chơi về robot được gọi là “Mindstorms” vào năm 1999, và đã tiếp tục mở rộng và cải tiến phạm vi của dòng đồ chơi này kể từ đó. Nguồn gốc của sản phẩm xuất phát từ những viên gạch lập trình được phát triển từ phòng thí nghiệm MIT Media Lap, và tên của nó được lấy từ một tờ giấy bởi Seymour Papert, một nhà khoa học máy tính và nhà giáo dục người đã phát triển lý thuyết giáo dục về chủ nghĩa xây dựng và có những nghiên cứu được tài trợ đôi lúc bởi tập đoàn Lego.

## Bản sao của Lego
Gần đây, bốn công ty Trung Quốc bị tuyên "nhiều lần vi phạm bản quyền của Lego và có các hành vi cạnh tranh không lành mạnh" và phải bồi thường 4,5 triệu tệ (xấp xỉ 15,2 tỷ đồng). Những bản sao Lego như LEPIN, GUDI, Star Diamond,... hiện đang tràn lan trên thị trường Việt Nam. Dưới đây là những sản phẩm sau:

### Các sản phẩm
- LEPIN
- Xinh
- Enlighten
- GUDI
- Star Diamond
- Decool
- Hsande
- Bela
- Lari
- Miki
- vv.....